# به رنگ دانوب
رنگ دانوب کتابی به نویسندگی واهه آرمن است که در سال ۱۳۹۸ توسط نشر چشمه به زبان فارسی منشتر شد. این کتاب در زمینه شعر معاصر بوده و در زمستان ۱۳۹۸ در فهرست نامزدهای دریافت جایزه کتاب سال قرار گرفت.
کتاب رنگ دانوب به عنوان یکی از برگزیدگان سی و هفتمین دوره کتاب سال ایران انتخاب شد.